# Goldust
Dustin Patrick Runnels, meglio noto con il ring name Goldust (Austin, 11 aprile 1969), è un wrestler statunitense sotto contratto con la All Elite Wrestling, dove si esibisce con il ring name Dustin Rhodes.
Runnels è noto per aver militato in varie federazioni statunitensi tra cui la World Wrestling Federation/Entertainment, la World Championship Wrestling e la Total Nonstop Action Wrestling, esibendosi come Goldust e Seven.
In WWE ha vinto tre volte l'Intercontinental Championship, nove volte l'Hardcore Championship, due volte il WWE Tag Team Championship (con Cody Rhodes/Stardust) e una volta il World Tag Team Championship con Booker T, mentre in WCW ha detenuto due volte il WCW United States Heavyweight Championship, due volte il WCW World Tag Team Championship e una volta il WCW World Six-Man Tag Team Championship con Big Josh e Tom Zenk.

## Carriera

### Championship Wrestling from Florida (1988–1989)
L'esordio professionale nel wrestling di Runnels è arrivato il 13 settembre 1988, sconfiggendo Bob Cook in un match per la Championship Wrestling from Florida di Tampa. La società sarebbe poi stata ribattezzata Professional Wrestling Federation nel febbraio del 1989 dopo che suo padre, Dusty Rhodes, cominciò a lottare. Runnels vinse il Florida Heavyweight Championship il 23 maggio 1989 da Al Perez, detenendolo per un mese.

### World Championship Wrestling (1988–1989)

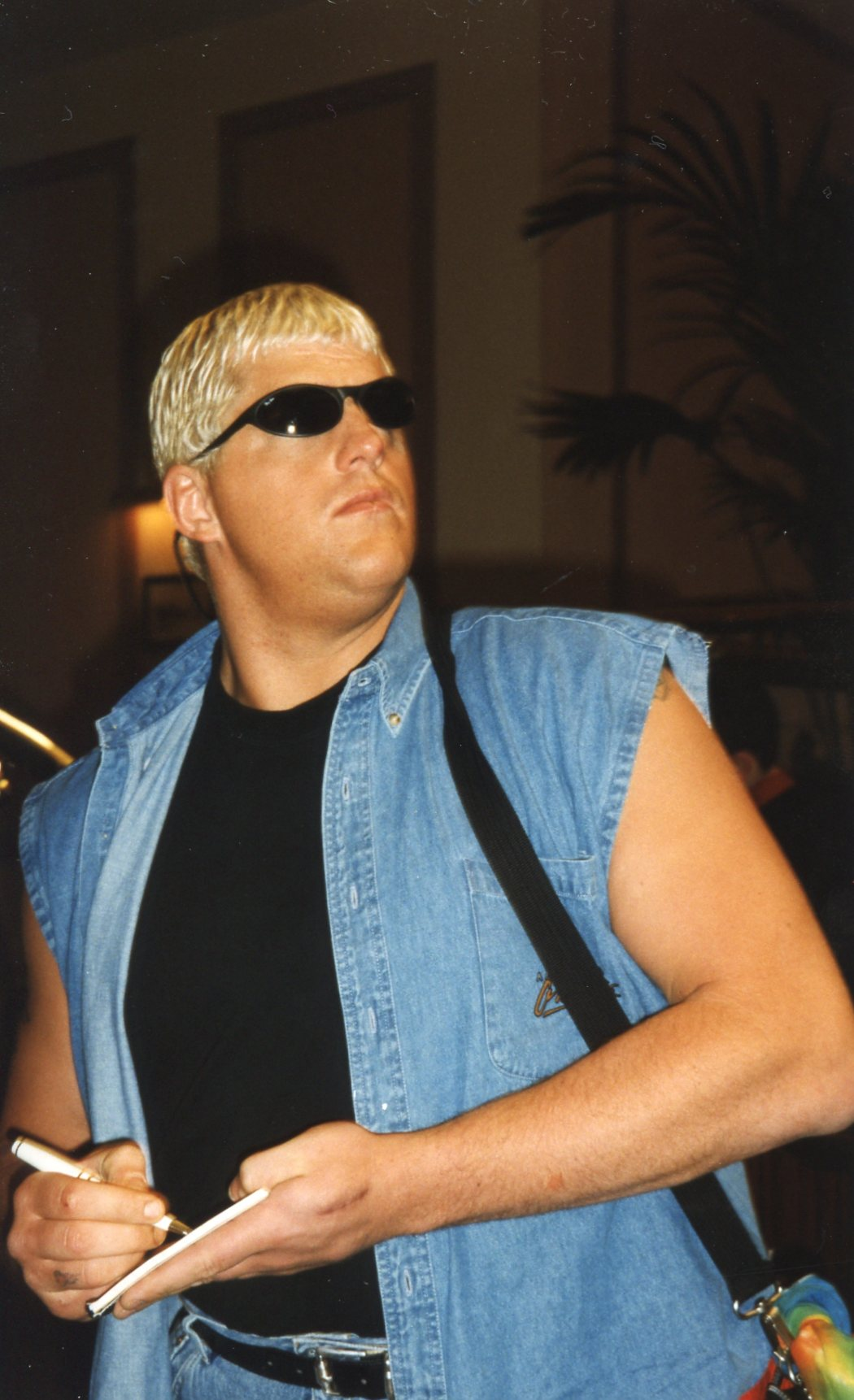
Dustin Rhodes nel 1998

Nel dicembre del 1988, Runnels ha cominciato ad esibirsi come Dustin Rhodes e avrebbe iniziato a lavorare per la nuova World Championship Wrestling di Ted Turner. Rhodes ha collaborato con Kendall Windham in un tag team undercard chiamato The Texas Broncos che ha visto il successo contro The Cruel Connection e The Commandos. La loro prima sconfitta è avvenuta contro The Original Midnight Express in un house show il 10 dicembre 1988 a Filadelfia. Il primo match in singolo di Dustin è arrivato due giorni dopo a uno show ad Atlanta dove ha sconfitto Trent Knight. La permanenza in WCW di Rhodes durò solo pochi mesi, uscendo dalla società due mesi dopo il padre. Dopo aver subito una sconfitta contro Butch Reed durante un dark match il 12 febbraio 1989, Dustin ha chiuso la sua prima apparizione in WCW con una vittoria su Trent Knight a Walterboro, Carolina del Sud, il 24 febbraio.

### All Japan Pro Wrestling (1989–1990)
Nel marzo 1989, ha girato il Giappone per la All Japan Pro Wrestling (AJPW) nel suo evento annuale Champion Carnival, sotto il nome di Dusty Rhodes Jr. Tornò nella AJPW per un tour di dieci e venti giorni nella primavera e nell'estate del 1990.

### World Wrestling Federation (1990–1991)
Nel 1990 passa alla World Wrestling Federation dove lotta un match insieme a suo padre.

### Ritorno in WCW (1991–1995)
Dal 1991 al 1995 combatte nella World Championship Wrestling come "The Natural" Dustin Rhodes, un personaggio face molto simile al padre, dove riesce a vincere per due volte sia il WCW World Tag Team Championship che il WCW United States Heavyweight Championship.

### Ritorno in WWF (1995–1999)

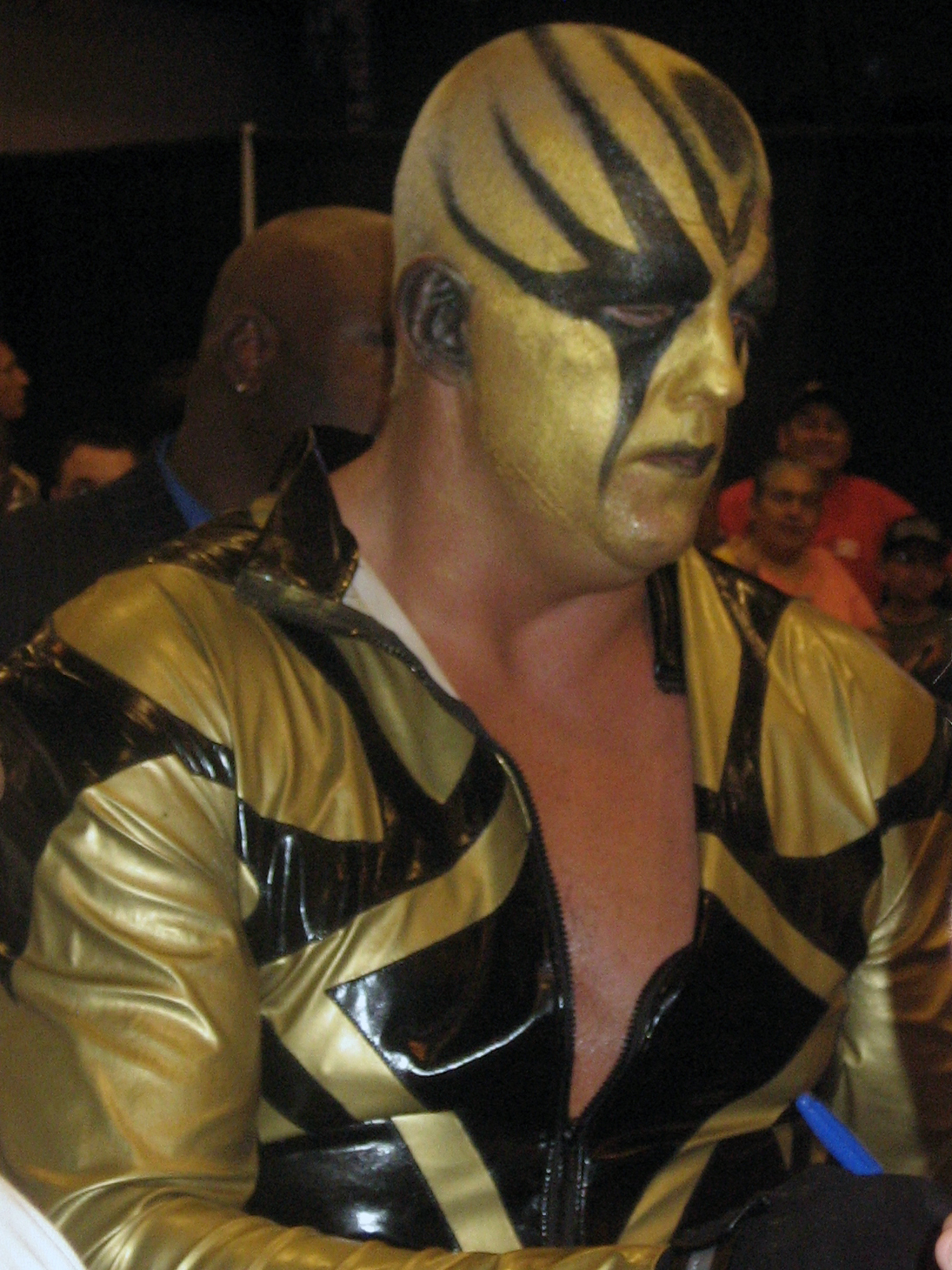
Goldust

Nel settembre del 1995 ritorna alla WWF dove interpreta la gimmick heel di Goldust che lo porterà al successo. Il personaggio è una sorta di drag queen ossessionato dai film e dal colore oro, indossa una parrucca nelle sue entrate e il suo vestito è completamente dorato. 
Anni dopo, Runnels avrebbe detto che Vince McMahon lo chiamò per offrirgli la gimmick menzionando più volte la parola "androgino"; Dustin, volendo all'epoca un personaggio che lo distanziasse dal padre il più possibile, accettò subito senza neanche sapere il significato della parola "androgino", per poi cercarla sul dizionario e restare scioccato venendo a sapere che aveva connotazioni di ambiguità sessuale e chiedersi: "In cosa mi sono cacciato?" Runnels stesso ammise di essersi trovato a disagio nei primi mesi interpretando il personaggio, ma decise di proseguire comunque.
A In Your House 4, combatte il suo match di debutto sconfiggendo Marty Jannetty. Inizia successivamente una faida con Razor Ramon che culmina il 21 gennaio 1996 alla Royal Rumble, dove Goldust sconfigge Ramon conquistando per la prima volta l'Intercontinental Championship. A WrestleMania XII, viene sconfitto da "Rowdy" Roddy Piper in un Hollywood Backlot Brawl. A In Your House 8: Beware of Dog, conserva il titolo sconfiggendo The Undertaker in un Casket match. Goldust successivamente difende il titolo sconfiggendo Savio Vega e The Ultimate Warrior, per poi perderlo contro Ahmed Johnson a King of the Ring. Nel mese di agosto inizia una faida con Marc Mero che sconfigge a SummerSlam. A In Your House 11: Buried Alive, affronta nuovamente Mero in un match valido per l'Intercontinental Championship di quest'ultimo ma perde. Alle Survivor Series, insieme a Jerry Lawler, Crush e Hunter Hearst Helmsley viene sconfitto dal team formato da Marc Mero, Rocky Maivia, Jake Roberts e The Stalker.
Successivamente inizia una faida con Hunter Hearst Helmsley che affronta alla Royal Rumble del 1997 per l'Intercontinental Championship ma viene sconfitto. Nella stessa sera partecipa all'omonimo match entrando con il numero 14 ma viene eliminato da Owen Hart. Continua la sua rivalità con Helmsley che termina a WrestleMania 13 in un match in cui Helmsley ne esce vincitore. Nel mese di maggio, inizia una faida con uno dei membri della Hart Foundation, Brian Pillman, che sconfigge a SummerSlam. Tuttavia la faida non si concluderà a causa della morte di Pillman avvenuta prima del loro incontro che avrebbero dovuto disputare a Badd Blood: In Your House.

### Secondo ritorno in WCW (1999–2001)
Alla scadenza del contratto torna alla WCW, dove lotterà per tre anni.

### Secondo ritorno in WWE (2002–2003)
Nel 2002 ritorna nella WWE sempre come Goldust. In questo periodo vince il WWE Hardcore Championship nove volte, forma poi un tag team con Booker T e i due vinceranno il World Tag Team Championship. Nel dicembre 2003 lascia la WWE.

### Total Nonstop Action Wrestling (2003–2004)
Passa alla Total Nonstop Action Wrestling, dove lotterà per un anno.

### Terzo ritorno in WWE (2005–2006)
Il 31 ottobre 2005 Goldust ha fatto ritorno in WWE, venendo assegnato al roster di Raw. Il 29 gennaio 2006 ha partecipato al Royal Rumble match dell'omonimo pay-per-view, entrando con il numero 29 e venendo eliminato da Rob Van Dam dopo circa tre minuti di permanenza sul ring. Il 14 giugno 2006 ha lasciato la federazione.

#### Varie faide (2008–2012)

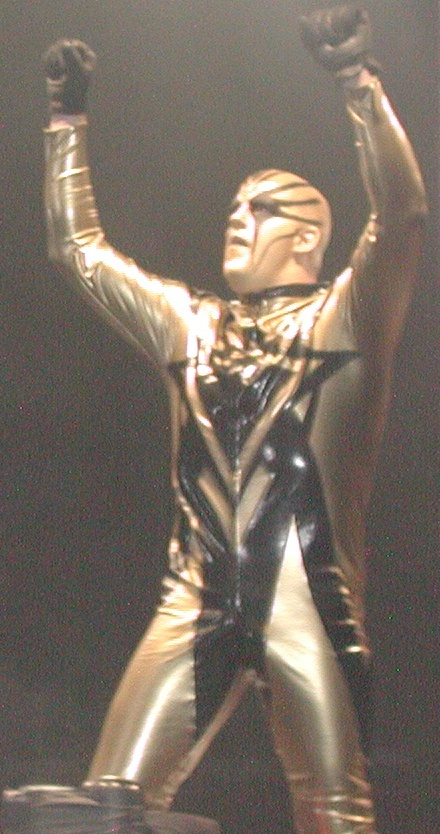
Goldust nel 2002

Torna nel pay-per-view Cyber Sunday 2008 come un possibile sfidante dell'allora campione Intercontinentale Santino Marella. Nel voto che vedeva coinvolti anche Roddy Piper e The Honky Tonk Man è quest'ultimo a spuntarla e ad affrontare Santino. Runnels sigla un nuovo contratto con la WWE e inizia un piccolo feud proprio con Santino Marella. Alla Royal Rumble 2009 viene eliminato dal fratello Cody, che in un episodio di Raw lo aveva rinnegato.
Forma poi per pochi mesi un'alleanza con un altro personaggio bizzarro, Hornswoggle. L'alleanza dura fino al luglio 2009 quando nel corso di un trade effettuato da Donald Trump Goldust viene spostato nel roster della ECW. Questo è un passaggio storico perché in WWE Goldust aveva sempre lottato nel roster di Raw. Nel suo esordio viene sconfitto da Zack Ryder. Poco dopo inizia un feud con Sheamus, e nello show WWE Superstars infligge la prima sconfitta in WWE all'irlandese. In seguito però Sheamus lo batte in ECW, vincendo di fatto il feud. Vince il suo primo match one on one contro Paul Burchill il 10 novembre. Dopo la chiusura dell'ECW Goldust passa nel roster di SmackDown. Nella puntata di Superstars del 22 aprile, viene sconfitto da Shad Gaspard. Goldust passa a Raw il 27 aprile 2010 con la Supplemental Draft. Nella puntata di Superstars del 20 maggio, sconfigge William Regal. Il 31 agosto 2010, Goldust, a NXT, presenta la sua rookie, Aksana. Il 2 settembre, combattendo un match a WWE Superstars contro Ted DiBiase Jr., nel quale sarà sconfitto, riporta una contusione all'occhio.
Dopo l'infortunio, Dustin Rhodes ha cominciato ad occuparsi dei lavori nel backstage per la WWE.
Intanto lancia una petizione online per poter avere un match a Wrestlemania 28 contro il fratello Cody Rhodes per il titolo intercontinentale in un Career vs Title match.
Goldust appare in un segmento nel backstage della puntata di SmackDown "Holiday Special" del 29 novembre 2011. Nella puntata del 12 dicembre di Raw dedicata agli Slammy annuncia insieme a Vickie Guerrero il WWE A-Lister of the Year cioè Snooki. Ritorna a farsi vedere il 29 dicembre nell'ultima puntata del 2011 di Friday Night Smackdown dove entra per difendere il suo ex compagno di coppia Booker T dalle ire di suo fratello Cody Rhodes chiedendo da parte di Cody più rispetto verso un 5 volte campione WCW. La vicenda si conclude con Cody che colpisce con un Beautiful Disaster il fratello Goldust. La settimana seguente appare nel backstage per congratularsi con il fratello, che aveva appena difeso con successo il titolo intercontinentale, ma questi lo insulta dicendogli di essere migliore di lui e che in futuro diventerà anche migliore del padre Dusty Rhodes.
Il 2 maggio 2012, la WWE termina il suo rapporto di collaborazione con Dustin Runnels. Era già comunque un anno e mezzo che Goldust si dedicava interamente ad allenare le Divas.

#### Tag team con Cody Rhodes (2013–2015)

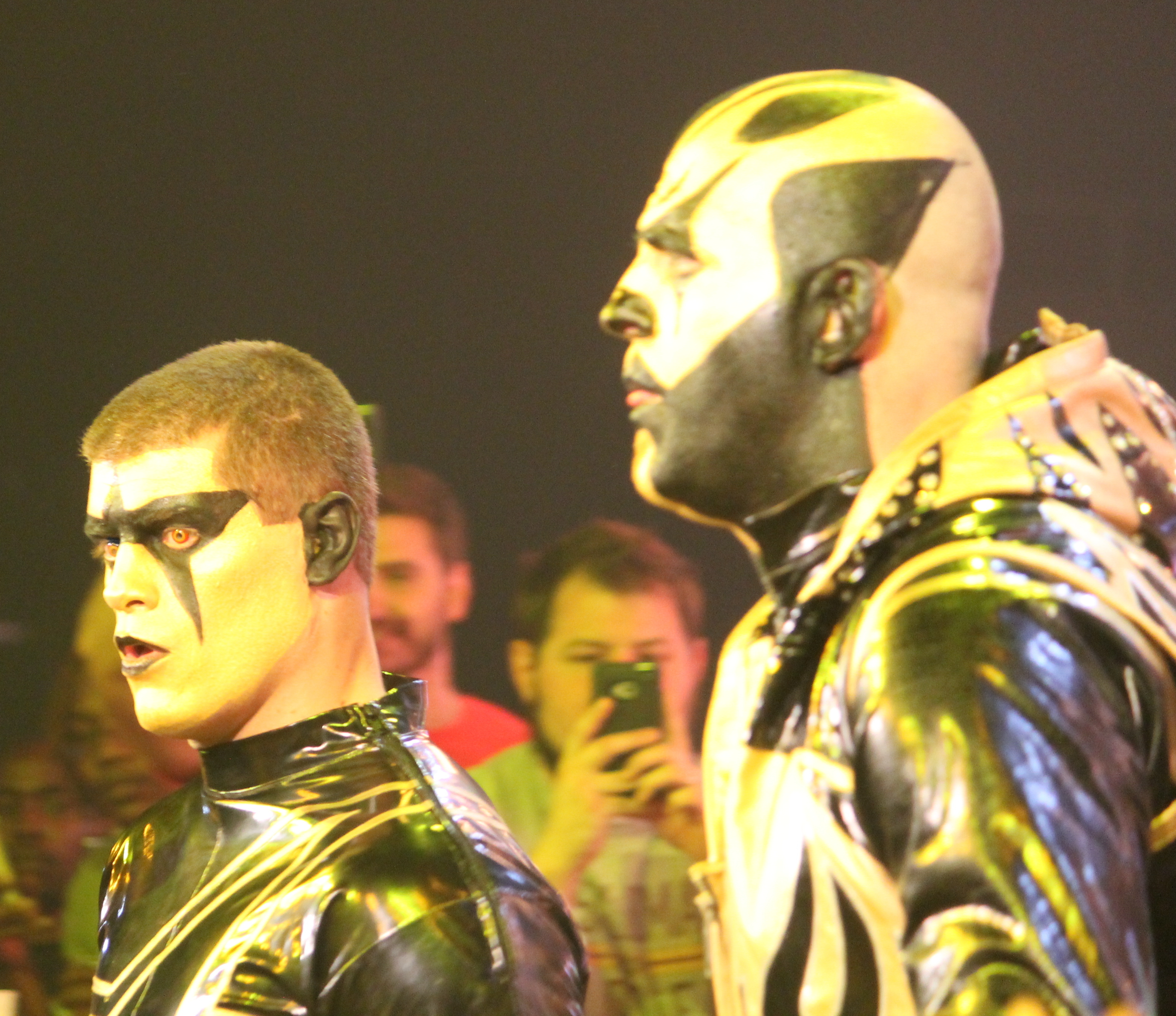
Goldust e Stardust nel 2014

Goldust torna a combattere partecipando alla Royal Rumble con il numero 8, venendo però eliminato dal fratello Cody Rhodes.
Il 9 settembre torna a Raw per sfidare il campione WWE Randy Orton con la stipulazione speciale secondo la quale, in caso di vittoria, il fratello Cody avrebbe riottenuto il posto di lavoro perso la settimana precedente per opera di Triple H. Al termine di un incontro spettacolare viene però sconfitto.
A Battleground 2013, insieme a Cody, batte Seth Rollins e Roman Reigns, riottenendo il posto di lavoro per i Rhodes. A Raw i due fratelli Rhodes vincono i titoli di coppia ai danni dello Shield. A SmackDown, assieme a Cody e Daniel Bryan, batte ancora lo Shield in un 3 vs 3 match.
Nella puntata di Raw del 21 ottobre i due fratelli scoprono che ad Hell in a Cell dovranno difendere i titoli contro gli Usos e lo Shield. Il 28 ottobre perdono contro i Real Americans in un No-Title match con Jack Swagger che fa cedere Goldust con la Patriot Lock.
A Hell in a Cell riescono a mantenere i titoli di coppia. Negli show successivi Goldust lotta con Cody e John Cena, sconfiggendo i Real Americans e Damien Sandow. L'11 novembre a Raw sconfiggono Randy Orton in un Handicap match per count-out. Il 18 novembre, sempre a Raw, i fratelli Rhodes combattono insieme agli Usos, Daniel Bryan e CM Punk contro la Wyatt Family e lo Shield vincendo. A SmackDown affrontano i Real Americans per i titoli di coppia e, anche in questa occasione, trionfano.
Mentre alle Survivor Series affrontano insieme agli Usos e Rey Mysterio lo Shield e i Real Americans in un 5 vs 5 Elimination match, ma vengono sconfitti; nell'occasione Goldust viene eliminato da una Spear di Roman Reigns, che con la stessa finisher elimina anche Cody Rhodes, Jey Uso e Rey Mysterio, ultimo membro rimasto del team. Nella puntata di Raw del 25 novembre Goldust, con Cody e Rey Mysterio, affronta lo Shield venendo però sconfitto a causa dello schienamento di Dean Ambrose su Cody. Nella puntata di SmackDown del 29 novembre combatte con Cody e CM Punk contro lo Shield vincendo per squalifica, a causa dell'intervento della Wyatt Family. Vickie Guerrero però organizza un 12-Man Tag Team match con Goldust, Cody, CM Punk, gli Usos e Rey Mysterio contro lo Shield e la Wyatt Family; saranno i primi a vincere grazie alla GTS e al successivo schienamento di Punk su Eric Rowan.
Nella puntata di Raw del 2 dicembre affronta, con Cody e Big Show, lo Shield, non riuscendo però a vincere a causa di un roll-up di Seth Rollins proprio sul Bizarre One. A Main Event, il 4 dicembre, affronta Ryback vincendo per squalifica a causa dell'intervento di Curtis Axel. Il 6 dicembre, a SmackDown, i fratelli Rhodes affrontano Ryback e Curtis Axel in un No-Title match non riuscendo però a vincere. Il 9 dicembre, a Raw, assieme a Cody, Rey Mysterio e Big Show sconfigge i Real Americans, Ryback e Curtis Axel, schienato dal messicano. Il 13 dicembre a SmackDown i fratelli Rhodes vengono sconfitti in un No-Title match dai Real Americans.

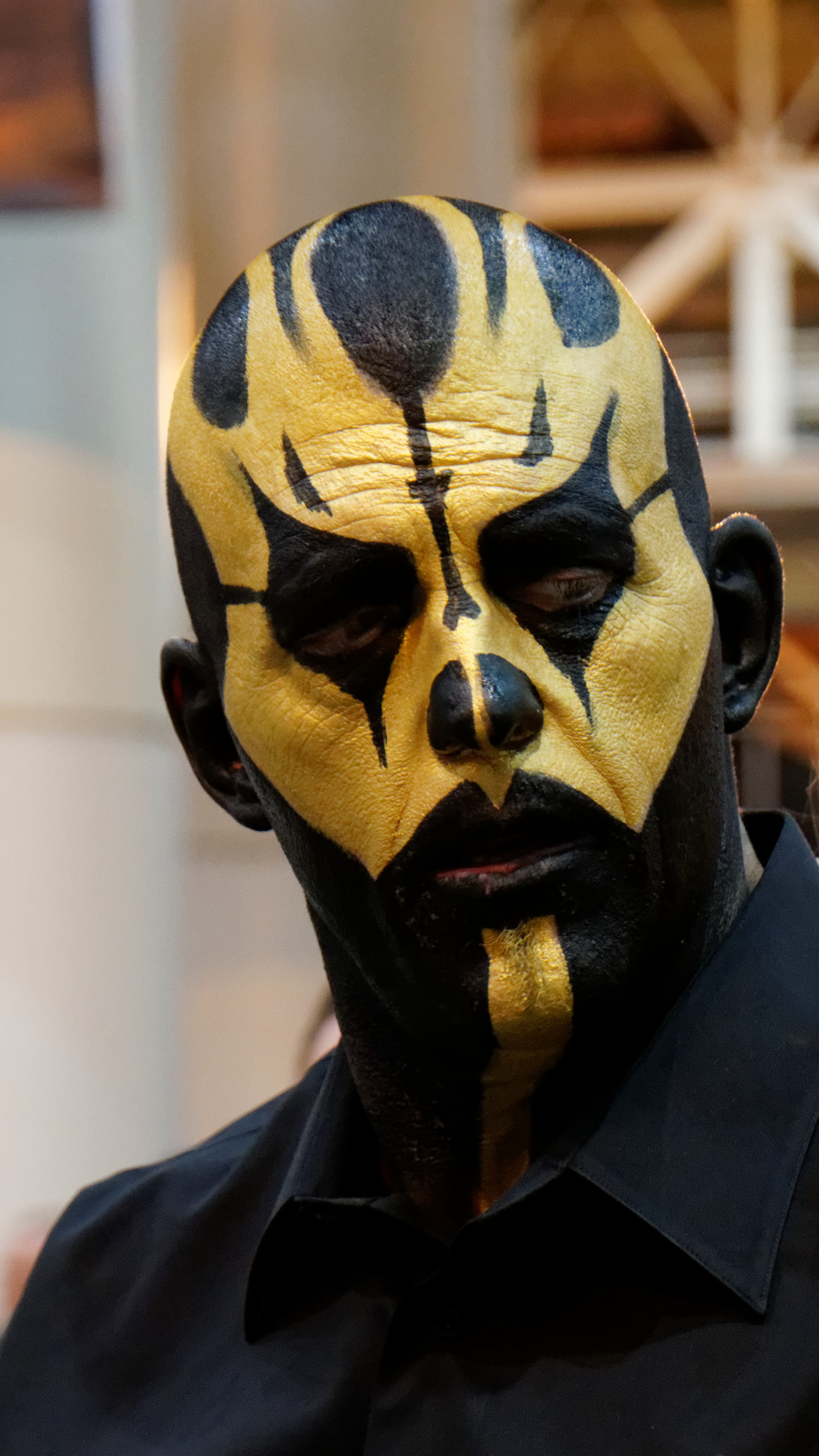
Goldust nel 2014

Il 15 dicembre a TLC, Goldust e suo fratello Cody Rhodes sfidano i RybAxel, i Real Americans, Rey Mysterio e Big Show in un Fatal 4-Way match per il WWE Tag Team Championship, riuscendo a mantenere il titolo. Il 16 dicembre a Raw affrontano in un match non titolato Big Show e Rey Mysterio venendo sconfitti per lo schienamento di quest'ultimo sul Bizarre One.
Nella puntata di SmackDown del 20 dicembre Goldust e Cody perdono contro Luke Harper ed Erick Rowan. A fine match la Wyatt Family prova ad attaccare i Tag Team Champions, ma Daniel Bryan interviene in loro aiuto. Viene annunciato quindi un Six-Man Tag Team match con Daniel Bryan e i fratelli Rhodes contro la Wyatt Family; il match viene vinto dal team face grazie ad un Running Knee di Bryan. Il 23 dicembre a Raw i fratelli Rhodes e Daniel Bryan vengono sconfitti dalla Wyatt Family.
Dopo un alternarsi di vittorie e sconfitte, i fratelli Rhodes saranno protagonisti del kick-off della Royal Rumble 2014, dove perdono il tag team match per i titoli di coppia contro i veterani New Age Outlaws. Durante il Royal Rumble match Goldust elimina accidentalmente il fratello Cody e, nella puntata di Raw del 27 gennaio, perde insieme a lui contro i New Age Outlaws.
A Elimination Chamber i fratelli Rhodes sconfiggono i RybAxel nel kickoff. A WrestleMania XXX Goldust partecipa alla André The Giant Memorial Battle Royal non riuscendo a vincerla. Nella puntata di Raw del 21 aprile i Brotherhood perdono contro i RybAxel e dopo il match Cody spinge Goldust per poi andarsene. Nella puntata di SmackDown del 25 aprile Goldust e Cody perdono contro Luke Harper ed Erick Rowan.
A Payback la Brotherhood viene sconfitta dai RybAxel. A seguito di questa sconfitta Cody dice al fratello che si sarebbe impegnato a cercargli un tag-team partner migliore di lui: nelle settimane successive Cody gli affianca R-Truth, Sin Cara e Kofi Kingston, senza che però Goldust riesca a vincere. Nella puntata di Raw del 16 giugno Goldust e Stardust, che altri non è se non lo stesso Cody con un face paint simile a quello di Goldust, sconfiggono i RybAxel terminando la striscia negativa. A Money in the Bank, insieme a Stardust, sconfigge Ryback e Curtis Axel. Nella puntata di SmackDown dell'11 luglio sconfigge Curtis Axel. Il 18 agosto lui e Stardust battono i Tag Team Champions, gli Usos. Il 25 agosto lui e Stardust battono gli Usos di nuovo, ma solo per count out, in un match valevole per i titoli di coppia. A fine match Goldust accusa Jey Uso di essersi fatto contare apposta fuori e allora i due fratelli Rhodes attaccano i gemelli samoani effettuando entrambi un Turn Heel. Il 21 settembre, a Night of Champions, insieme a Stardust conquista i WWE Tag Team Championship sconfiggendo gli Usos. Ad Hell in a Cell mantengono i iitoli di coppia sconfiggendo nuovamente gli Usos. Alle Survivor Series perdono i titoli in un Fatal 4-Way tag team match per mano di The Miz e Damien Mizdow; nell'incontro erano inclusi anche gli Usos e i Los Matadores. Una settimana dopo Goldust e Stardust se la prendono con i New Day e successivamente perderanno alcuni match contro questi.

#### Competizione singola (2015–2016)
Già nelle prime settimane del 2015 l'alchimia tra i due fratelli Rhodes sembra incrinarsi: Stardust infatti comincia a comportarsi in modo sempre più inspiegabile e nemmeno l'intervento di loro padre, l'American Dream Dusty Rhodes, riporta il fratello minore sulla retta via. Goldust decide quindi di affrontarlo in un match a Fastlane, poi vinto, effettuando un turn face. A causa dello scarso interesse del pubblico, la faida tra i due fratelli è stata subito accantonata e a WrestleMania 31, invece del match definitivo tra i due, Goldust partecipa alla Andrè the Giant Memorial Battle Royal (vinta da Big Show), mentre Stardust prende parte al ladder match valido per l'Intercontinental Championship. Nella puntata successiva a WrestleMania di Raw, viene sconfitto in poco tempo da Rusev. A maggio annuncia che a causa di un infortunio, verrà operato alla spalla.
Fa il suo ritorno a Survivor Series del 22 novembre 2015 nel corso del Five-on-Five Traditional Survivor Series Tag Team Elimination match, al fianco di Neville, Titus O'Neil e i Dudley Boyz contro Stardust, gli Ascension, The Miz e Bo Dallas. Goldust ha eliminato due avversari (The Miz e Konnor) aiutando i compagni a vincere il match. Nella puntata di Raw del 23 novembre Goldust si è unito ai Prime Time Players in un match contro Stardust e gli Ascension, sconfiggendoli, mentre il 30 novembre è stato sconfitto dallo United States Champion Alberto Del Rio. Nella puntata del 17 dicembre, a SmackDown, Goldust è intervenuto per distrarre Tyler Breeze nel suo match contro Titus O'Neil senza un apparente motivo, ridicolizzandolo dopo la sua sconfitta. Tuttavia, Goldust viene sconfitto da Breeze a Main Event il 23 dicembre a causa dell'interferenza di Summer Rae. Inoltre, nella puntata di SmackDown del 31 dicembre, Goldust viene nuovamente sconfitto da Breeze (il quale lo aveva schienato appoggiando scorrettamente le gambe sulle corde).

#### Alleanza con R-Truth (2016–2017)
Nella puntata di SmackDown del 7 gennaio 2016 Goldust, Dolph Ziggler, R-Truth e Neville hanno sconfitto The Miz e il New Day. Una settimana dopo, sempre a SmackDown, Goldust, Jack Swagger, Zack Ryder e Damien Sandow sono stati sconfitti da Bo Dallas, Adam Rose, Curtis Axel e Heath Slater. Alla Royal Rumble del 24 gennaio Goldust ha partecipato all'omonimo match entrando con il numero 8 ma è stato eliminato da Titus O'Neil. Inoltre si rende in seguito protagonista di alcuni siparietti comici con lo stesso R-Truth, nel disperato tentativo di formare un tag team chiamato The Golden Truth; R-Truth però si dimostra sempre contrario a quest'idea nonostante l'insistenza di Goldust. Questi ha accompagnato R-Truth nel suo match contro Curtis Axel a Fastlane del 21 febbraio. Nella puntata di SmackDown del 17 marzo Goldust torna sul ring e affronta Bubba Ray Dudley ma viene facilmente sconfitto. Nella successiva puntata di Raw del 21 marzo accorre per aiutare R-Truth, dopo che questi è stato sconfitto e attaccato da Bubba Ray. Goldust ha partecipato all'annuale André the Giant Memorial Battle Royal a WrestleMania 32 del 3 aprile ma è stato eliminato da Bo Dallas e Heath Slater. Goldust inizialmente avrebbe dovuto partecipare, assieme ad R-Truth, ad un torneo indetto per decretare gli sfidanti al WWE Tag Team Championship del New Day ma R-Truth è stato sostituito da Fandango (formando il team "GoldDango"): quest'ultimo e Goldust hanno affrontano i Vaudevillains ai quarti di finale del torneo nella puntata di SmackDown del 14 aprile ma sono stati sconfitti ed eliminati. Nella puntata di SmackDown del 21 aprile viene scelto come arbitro speciale del match tra Fandango e R-Truth, vinto da quest'ultimo. A seguito della nuova alleanza tra R-Truth e Tyler Breeze, i "Gorgeous Truth", Goldust ha affrontato quest'ultimo nella puntata di Raw del 2 maggio ma è stato sconfitto. Nella puntata di SmackDown del 12 maggio i GoldDango affrontano i Gorgeous Truth e sono questi ultimi a trionfare a causa del turn heel di Fandango che ha attaccato Goldust (dopo che questi e R-Truth si erano rifiutati di combattere contro), permettendo a Breeze di effettuare lo schienamento vincente. Nella puntata di Raw del 16 maggio i Golden Truth debuttano ufficialmente ma sono stati sconfitti dai Breezango, il nuovo tag team formato da Tyler Breeze e Fandango, a causa di un errore di R-Truth. I Golden Truth vengono nuovamente sconfitti dai Breezango nella puntata di SmackDown del 26 maggio a causa di una scorrettezza di Tyler Breeze. Nella puntata di SmackDown del 1º giugno i Golden Truth perdono ancora, questa volta contro i Dudley Boyz, a causa dell'interferenza dei Breezango. Il 19 giugno nel Kickoff di Money in the Bank i Golden Truth ottengono la loro prima vittoria sconfiggendo i Breezango. Nella puntata di Raw del 4 luglio i Golden Truth sconfiggono i Vaudevillains. Nella puntata di Raw dell'11 luglio Goldust ha partecipato ad una Battle Royal per determinare lo sfidante all'Intercontinental Championship, detenuto da The Miz, ma è stato eliminato.
Con la Draft Lottery avvenuta nella puntata di SmackDown del 19 luglio, Goldust è stato trasferito nel roster di Raw e con lui anche R-Truth. Nella puntata di Main Event del 22 luglio i Golden Truth e Apollo Crews hanno sconfitto i Dudley Boyz e Baron Corbin. Nella puntata di Raw del 1º agosto i Golden Truth sono stati sconfitti dagli Shining Stars a causa di una distrazione di R-Truth causata da Pokémon Go. Nella puntata di Raw del 15 agosto i Golden Truth sono stati battuti da Karl Anderson e Luke Gallows. Nella puntata di Superstars del 26 agosto tornano a vincere sconfiggendo Bo Dallas e Curtis Axel. Ancora a Superstars, il 23 settembre, i Golden Truth hanno sconfitto Jinder Mahal e Titus O'Neil. Nella puntata di Raw del 3 ottobre i Golden Truth sono stati sconfitti nuovamente da Luke Gallows e Karl Anderson. Nella puntata di Raw del 17 ottobre i Golden Truth e Mark Henry hanno sconfitto gli Shining Stars e Titus O'Neil. Nella puntata di Raw del 24 ottobre, supportati da Mark Henry, i Golden Truth hanno sconfitto ancora gli Shining Stars. Nella puntata di Raw del 31 ottobre i Golden Truth hanno partecipato ad una Battle Royal per determinare l'ultimo membro del Team Raw per Survivor Series ma sono stati eliminati (R-Truth da Braun Strowman e Goldust da Cesaro). Nella puntata di Raw del 7 novembre i Golden Truth sono stati sconfitti dagli Shining Stars, perdendo dunque la possibilità di entrare nel Team Raw formato da Tag Team per Survivor Series. Nella puntata di Raw del 14 novembre i Golden Truth e gli Shining Stars sono stati sconfitti da Enzo Amore, Big Cass, Luke Gallows e Karl Anderson. Nella puntata di Raw del 21 novembre i Golden Truth sono stati sconfitti per la terza volta da Luke Gallows e Karl Anderson. Nella puntata di Raw del 28 novembre Goldust assiste al match tra R-Truth e Braun Strowman (vinto da quest'ultimo) e nel post match viene messo fuorigioco dallo stesso Strowman. Il 14 dicembre, a Tribute to the Troops, i Golden Truth hanno partecipato ad un Fatal 4-Way Tag Team match che includeva anche Luke Gallows e Karl Anderson, gli Shining Stars e Cesaro e Sheamus per determinare gli sfidanti al Raw Tag Team Championship del New Day ma il match è stato vinto da Cesaro e Sheamus. Nella puntata di Main Event del 24 dicembre Goldust ha sconfitto Curtis Axel. Nella puntata di Raw del 26 dicembre i Golden Truth sono stati sconfitti da Luke Gallows e Karl Anderson. Goldust e R-Truth sono tornati, dopo un periodo di assenza, nella puntata di Raw del 27 marzo dove hanno confrontato Big Show insieme ad altri atleti venendo però respinti. Il 2 aprile, nel kickoff di WrestleMania 33, Goldust ha partecipato all'annuale André the Giant Memorial Battle Royal ma è stato eliminato. Nella puntata di Raw dell'8 maggio i Golden Truth hanno partecipato ad un Tag Team Turmoil match per determinare gli sfidanti al Raw Tag Team Championship degli Hardy Boyz ma sono stati eliminati per ultimi da Cesaro e Sheamus.

#### Ritorno allaGolden Age(2017–2019)
Nella puntata di Raw del 15 maggio 2017 Goldust ha effettuato un turn heel, attaccando il suo compagno R-Truth e sancendo di fatto la fine del loro tag-team. La settimana successiva è apparso in un segmento nel backstage, dicendo di voler ritornare al periodo della Golden Age degli anni novanta. Nella puntata di Raw del 26 giugno il match tra Goldust e R-Truth non è nemmeno cominciato a causa della brutalità di Goldust, che ha attaccato R-Truth sin da subito, impedendogli di combattere. Nella puntata di Raw del 3 luglio è stato invece R-Truth ad attaccare Goldust. Nella puntata di Raw del 10 luglio Goldust ha sconfitto R-Truth. Nella puntata di Raw del 28 agosto Goldust ha partecipato ad una Battle Royal per determinare lo sfidante all'Intercontinental Championship di The Miz ma è stato eliminato da Elias. Nella puntata di Raw dell'11 settembre Goldust è stato sconfitto da Bray Wyatt. Nella puntata di Raw del 18 settembre Goldust è apparso senza la sua classica pittura facciale e ha combattuto con il suo vecchio ring name Dustin Rhodes venendo sconfitto nuovamente da Bray Wyatt. Nella puntata di Raw del 25 settembre Goldust è stato sconfitto da Finn Bálor. Il 25 novembre, durante l'evento dal vivo Starrcade  Goldust è apparso nuovamente come Dustin Rhodes e ha sconfitto Dash Wilder, effettuando un turn face. Nella puntata di Raw del 1º gennaio 2018 Goldust e Cedric Alexander hanno sconfitto Ariya Daivari e Drew Gulak. Nella puntata di 205 Live del 2 gennaio Goldust e Cedric Alexander hanno sconfitto nuovamente Ariya Daivari e Drew Gulak. Nella puntata di 205 Live del 16 gennaio Goldust ha sconfitto Ariya Daivari, Drew Gulak e Tony Nese in un 3-on-1 Handicap match. Nella puntata di Main Event del 24 gennaio Goldust ha sconfitto Curt Hawkins.
Il 28 gennaio, alla Royal Rumble, Goldust ha partecipato all'omonimo match entrando col numero 29 ma è stato eliminato da Dolph Ziggler. Nella puntata di Main Event del 7 febbraio Goldust ha sconfitto Curt Hawkins. Nella puntata di Main Event del 28 febbraio Goldust ha sconfitto nuovamente Curt Hawkins. Nella puntata di Raw del 5 marzo Goldust è stato sconfitto da John Cena. Nella puntata di Main Event del 14 marzo Goldust ha sconfitto ancora Curt Hawkins. Nella puntata di Raw del 2 aprile Goldust è stato sconfitto da Matt Hardy. L'8 aprile, nel Kick-off di WrestleMania 34, Goldust ha partecipato all'annuale André the Giant Memorial Battle Royal ma è stato eliminato da Dolph Ziggler. Il 27 aprile, a Greatest Royal Rumble, Goldust ha partecipato al Royal Rumble match a 50 uomini entrando col numero 18 ma è stato eliminato da Bobby Roode. In seguito, Goldust si è operato ad entrambe le ginocchia ed è rimasto fermo per quasi un anno.
Il 28 marzo 2019 ha lasciato la WWE al termine del suo contratto.

### All Elite Wrestling (2019–presente)

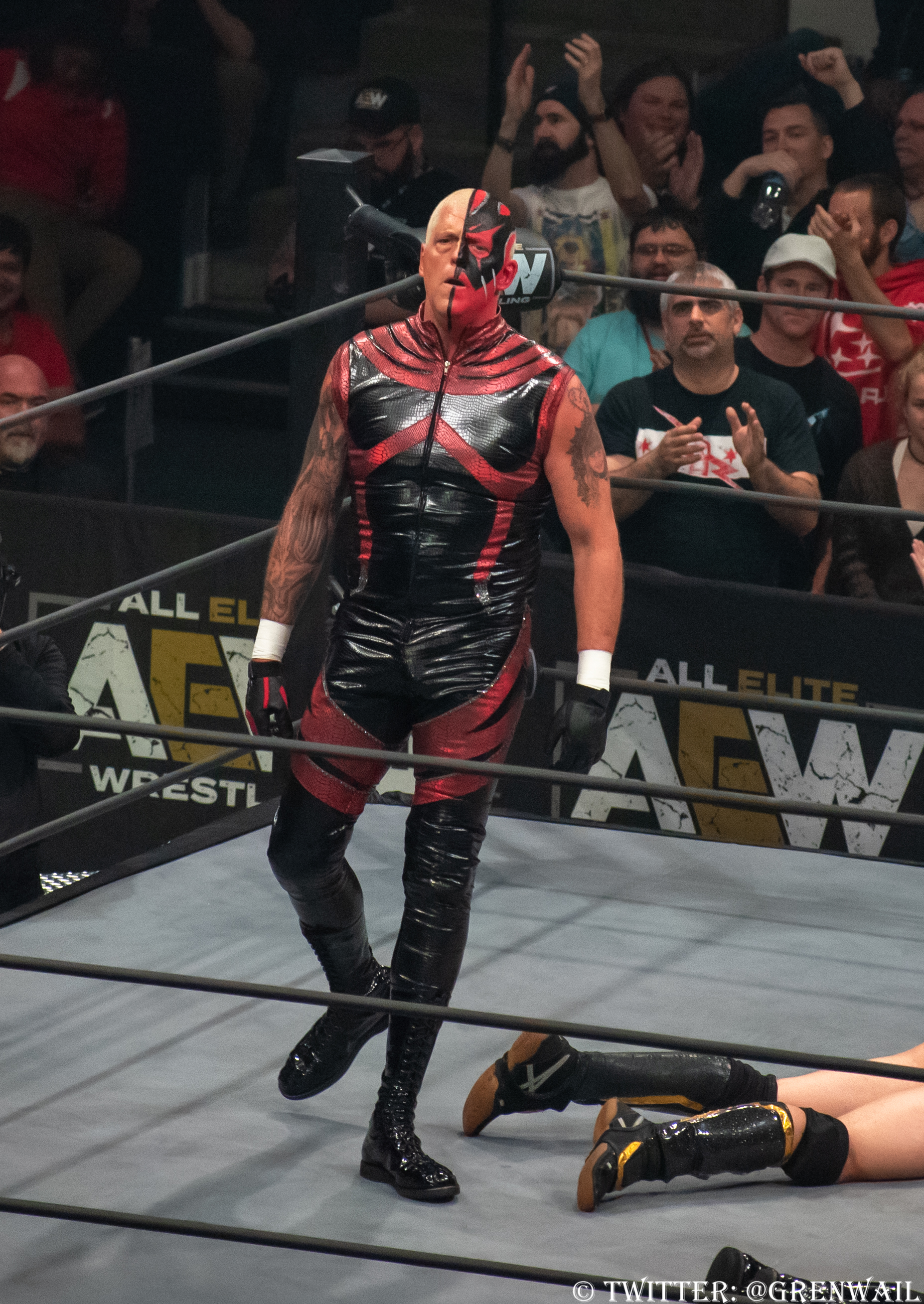
Dustin Rhodes nel 2019

Il 21 aprile 2019 è stato ufficializzato l'approdo di Runnels nella All Elite Wrestling e che, col nome Dustin Rhodes, avrebbe affrontato suo fratello Cody a Double or Nothing.
Al termine dell'incontro, Cody è uscito vincitore, per poi chiedere al fratello di fargli da partner per il suo futuro tag match contro gli Young Bucks. Il sanguinoso match tra Cody e Dustin si è aggiudicato il premio "Match of the Year" della rivista Pro Wrestling Illustrated.
Il 22 ottobre 2019, durante una puntata di AEW Dark, Rhodes ottiene la prima vittoria nella AEW, battendo Cima, in un 8-Man Tag Team Match. Il 23 ottobre 2019 a Dynamite aiuta il fratello Cody e MJF ad attaccare Chris Jericho e la sua stable The Inner Circle. Il suo feud con The Inner Circle si conclude con una sconfitta per mano di Jake Hager al ppv Revolution. Sulla strada dello speciale Road to Double or Nothing, Dustin Rhodes annuncia che se avesse perso con Kip Sabian al primo round del torneo per il titolo TNT Championship, si sarebbe ritirato. Il 22 aprile 2020 a Dynamite, Dustin sconfigge Kip Sabian e passa al secondo round del torneo, ma viene poi eliminato da "The Murderhawk" Lance Archer. Il 20 maggio a Dynamite, Shawn Spears insulta Dustin e la famiglia Rhodes, sancendo così un match tra i due da disputarsi a Double or Nothing il 23 maggio 2020. Durante l'incontro, Dustin strappa i vestiti a Spears e vince il match per schienamento. Il 17 giugno, Dustin e Q. T. Marshall che lottano insieme come "The Natural Nightmares" per la prima volta il 19 febbraio, sfidano senza successo i campioni tag team Kenny Omega & Adam Page. Per vendicare la sconfitta di Cody, privato del titolo TNT Championship da Brodie Lee, Dustin e Marshall si alleano con Matt Cardona e Scorpio Sky a All Out, per sconfiggere The Dark Order (Brodie Lee, Colt Cabana, Evil Uno e Stu Grayson). Dopo il match, Dustin sfida Brodie per la cintura TNT Championship, ma la sera successiva a Dynamite viene sconfitto.
L'11 novembre 2020 a Dynamite, i "Natural Nightmares" sconfiggono Butcher and Blade in un Bunkhouse match. Il 9 dicembre 2020 "The Natural" Dustin Rhodes sconfigge Dark Order's 10.
Al ppv AEW Battle of the Belts dell'8 gennaio 2022, Dustin viene sconfitto da Sammy Guevara in un Interim match per l'AEW TNT Championship.
Il 1º luglio 2023 a AEW Collision prende parte all'Owen Hart Foundation Men's Tournament, venendo sconfitto ai quarti di finale da Powerhouse Hobbs.

## Personaggio

### Mosse finali
- Blackout (Kneeling facebuster)
- Final Cut/Schizophrenic (Swinging vertical suplex)
- DDT – 2000–2001
- Diving Clothesline
- Golden Cross (Rolling Cutter)
- Lone Star State of Mind/Curtain Call (Lifting falling inverted DDT)
- Spinning side slam
- Running bulldog – 1988–1995
- Golden Age (Reverse STO) – 2009
- Hush...Hush, Sweet Charlotte / Good Night, Sweet Charlotte (Cobra clutch con bodyscissors) – 2002
- Shattered Dreams/Golden Globes (Running low blow kick all'inguine sull'avversario appeso alla seconda corda all'angolo) – 1998–2006

### Soprannomi
- "The American Nightmare"
- "The Bizarre One"
- "The Golden One"
- "The Lone Star"
- "The Natural"
- "The Prince of Perversion"

## Titoli e riconoscimenti
- American Combat Wrestling
  - ACW Heavyweight Championship (1)

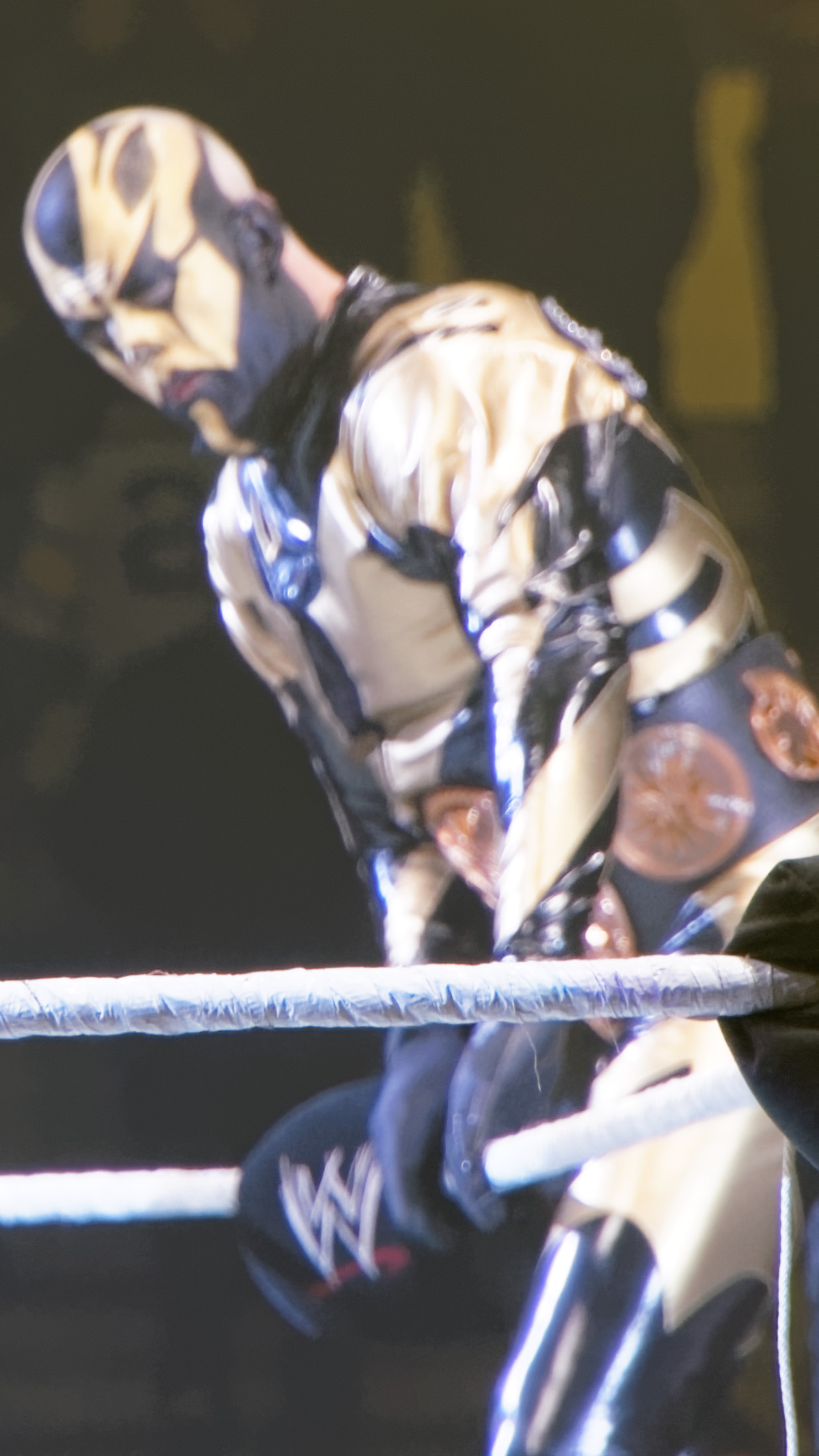
Goldust con il WWE Tag Team Championship, titolo che ha detenuto due volte con Cody Rhodes

- Championship Wrestling from Florida
  - NWA Florida Heavyweight Championship (1)
  - NWA Florida Tag Team Championship (1) – con Mike Graham
- Coastal Championship Wrestling
  - CCW World Heavyweight Championship (1)
- Pro Wrestling Illustrated
  - Comeback of the Year (2013)
  - Most Improved Wrestler of the Year (1991)
  - 11º nella classifica dei 500 migliori wrestler singoli su PWI 500 (1996)
- Turnbuckle Championship Wrestling
  - TCW Heavyweight Championship (1)
- World Championship Wrestling
  - WCW United States Heavyweight Championship (2)
  - WCW World Tag Team Championship (2) – con Barry Windham (1) e Ricky Steamboat (1)
  - WCW World Six-Man Tag Team Championship (1) – con Big Josh e Tom Zenk
  - NWA World Tag Team Championship (1) – con Barry Windham
- World Wrestling Federation/Entertainment
  - WWF Hardcore Championship (9)
  - WWF Intercontinental Championship (3)
  - WWE Tag Team Championship (2) – con Cody Rhodes/Stardust
  - World Tag Team Championship (1) – con Booker T
  - Slammy Award (4)
    - Couple of the Year (edizione 1997) - con Marlena
    - Frequent Tweeter (edizione 2010)
    - "You Still Got It" Best Superstar Return of the Year (edizione 2013)
    - Tag Team of the Year (edizione 2013) - con Cody Rhodes
- Wrestling Observer Newsletter
  - 5 Star Match (edizione 1992) - con Sting, Barry Windham, Ricky Steamboat e Nikita Koloff vs. Steve Austin, Rick Rude, Arn Anderson, Bobby Eaton e Larry Zbyszko in un WarGames match a WrestleWar
  - 5 Star Match (2019) - vs. Cody a Double or Nothing il 25 maggio
  - Most Embarrassing Wrestler (1997)
  - Most Improved (1991)
  - Rookie of the Year (1989)
  - Worst Gimmick (1995) - come Goldust
  - Worst Gimmick (1997) - come The Artist Formerly Known as Goldust
  - Worst Gimmick (2007) - come Black Reign